# Плакида, Виктор Тарасович
Ви́ктор Тара́сович Пла́кида (род. 2 августа 1956, Красный Луч, Ворошиловградская область) — Председатель Совета министров Крыма (2006—2010). Доктор наук государственного управления (2010), кандидат экономических наук (2003). Заслуженный энергетик Автономной Республики Крым (2004). Заслуженный энергетик Украины (2008).

## Образование
- 1979 — Ленинградский политехнический институт;
- 2000 — Межотраслевой ИПК кадров при Харьковской политехническом университете по специальности «Менеджер организаций, экономист — менеджер»;
- 2003 — диссертация на соискание учёной степени кандидата экономических наук на тему «Экономический механизм повышения эффективности деятельности энергоснабжающих предприятий» (научный руководитель — к. э. н., доцент В. А. Черепанова);
- 2010 — диссертация на соискание учёной степени доктора наук государственного управления на тему «Формирование системы управления государственной собственностью в условиях трансформации экономических отношений в Украине» (научный консультант — академик НАНУ, д. э. н., профессор Б. М. Данилишин).

## Биография
- 1979—1980 — инженер-технолог, инженер-конструктор филиала Ленинградского конденсаторного завода «Мезон»;
- 1980—1996 — начальник РЭСа, п. Ленино (Крым);
- 1996—2004 — старший инженер, старший мастер, главный инженер, директор Феодосийских электрических сетей государственной акционерной энергетической компании «Крымэнерго»;
- январь — октябрь 2004 — заместитель технического директора перспективного развития ОАО «Крымэнерго»;
- октябрь 2004 — июнь 2006 — директор Крымской электроэнергетической системы дочернего предприятия Национальной энергетической компании «Укрэнерго»;
- июнь 2006 — март 2010 — Председатель Совета министров Крыма.
- апрель 2010 — октябрь 2010 — министр топлива и энергетики Крыма.
- октябрь 2010[2] — январь 2011[3] — и. о. Постоянного Представителя Президента Украины в Крыму.
- с января 2011 — 1-й заместитель Постоянного Представителя Президента Украины в Крыму.
- с 8 июня 2011 — и. о. Постоянного Представителя Президента Украины в Крыму[4].
- указом № 158/2012 от 28 февраля 2012 года назначен постоянным представителем Президента в АРК[5].
- Принял российское гражданство, одобрил Аннексию Крыма Российской Федерацией, с 11 апреля 2014 года возглавил ГУП «Крымэнерго»[6].

## Общественная деятельность
- член Партии регионов;
- депутат Ленинского районного совета 21 созыва (1990—1995);
- депутат Феодосийского городского совета 23 созыва (2002—2006).

## Награды
- Почетный знак «В знак большого уважения public security» (2010).
- Императорский и царский орден Святого Станислава II степени (Указ Главы Российского Императорского Дома 27 сентября 2011 г.) «в воздаяние заслуг в деле восстановления и развития исторических связей, укрепления духовного братства народов России и Украины»
- Медаль Республики Крым «За доблестный труд» (2021) — за многолетний добросовестный труд, высокий профессионализм и в связи с 65-летием со дня рождения[7]